# 크툴루 신화의 요소
이 항목은 하워드 필립스 러브크래프트의 크툴후 신화에 등장하는 가상의 존재들을 정리한 것이다.

## 여러 존재

### 위대한 고대의 존재
위대한 고대의 존재들은 광인들의 사교에서 숭배되는 강력한 고대의 존재들이다. 이들 중 많은 수는 물리적으로 불가능한 특징을 가진 불가사의한 신체를 갖고 있다. 위대한 고대의 존재들의 영향력은 일반적으로 그 존재가 거주하는 행성으로 제한되어 있으며, 지구 외의 다른 태양계에 거주하는 경우 밤하늘에 그 별이 비칠 때만 신자들의 의식의 도움을 빌어 영향력을 미칠 수 있다.

### 외부신
외부신은 고대의 위대한 존재와 달리 무한한 영향력을 갖고 있으며 우주적인 범주에서 활동한다. 

### 고대신
고대신은 외부신 및 위대한 고대의 존재에 대해 적대적이다. 이들은 러브크래프트의 신화적 존재가 선악에 대해 무심한 데 비해 선과 악의 대결 구도를 암시한다는 점으로 인해 종종 비 러브크래프트적인 요소로 간주된다. 

### 그 외의 초자연적인 존재
- 바사탄(Basatan), 게들의 왕
- 더미 속의 짐승(Beast in the Pit)
- 아베르와뉴의 짐승(Beast of Averoigne)
- 던위치의 공포(The Dunwich Horror), 요그-쇼토스의 아들
- 프타과(Fthaggua), 크'튄가(K'tynga)의 왕
- 칼리(Kali)
- 크튀가틴 자움(Knygathin Zhaum)
- 크'툰(K'thun) (여) & 노스-이딕(Noth-Yidik) (남)
- 믈란도스(Mlandoth)
- 검은 패롤(Pharol the Black)
- 대 사보스(Saboth the Elder), 히죽거리는 시체
- 샤우라슈-호(Shaurash-Ho)
- 진공 속에 매달린 것(Thing Hanging in the Void)
- 씨우른(Xiurhn), 어둔 보석의 수호자
- 야운데(Yhoundeh), 엘크 여신
- 묘사돼선 안 될 고위 성직자(The High-Priest Not to Be Described)

### 신화의 비인간 종족
- 갸-요튼(Gyaa-Yothn)
- 개스트(Ghasts)
- 구울(Ghouls)
- 국(Gugs)
- 그노리(Gnorri)
- 그노프-케(Gnoph-Keh)
- 글라키의 시종들(Servants of Glaaki)
- 기어다니는 것들(Crawling Ones), 걷는 벌레들
- 나는 폴립(Flying Polyps)
- 나이트가운트(Nightgaunts)
- 달의 짐승들(Moon Beasts)
- 돌레스(Dholes)
- 램프-에프트(Lamp-Eft)
- 렝의 인간들(Men of Leng)
- 롸이고르(Lloigor)
- 미-고(Mi-go) / 유고스(Yuggoth)로부터의 균사
- 뱀 사람들(Serpent People)
- 별의 흡혈귀들(Star Vampires)
- 부어(Voor)
- 부어미스(Voormis)
- 불의 흡혈귀들(Fire Vampires)
- 사냥하는 공포(Hunting Horrors)
- 샤가이로부터의 곤충들(Insects from Shaggai)
- 샨타크(Shantaks)
- 쇼고스(Shoggoth)
- 에뤽스의 원주민들(Natives of Eryx)
- 옛것들(Elder Things) / Old Ones
- 외부신들의 종복들(Servitors of the Outer Gods)
- 우보-사틀라의 알(Spawn of Ubbo-Sathla)
- 우주 밖으로부터의 색(Colours out of Space)
- 이스의 위대한 종족(Great Race of Yith)
- 입의 존재들(Beings of Ib)
- 주그(Zoogs)
- 뱌키(Byakhee)
- 슙-니구라스의 어린 것들(Dark Young of Shub-Niggurath)
- 차원을 휘청거리는 자들(Dimensional Shamblers)
- 쵸-쵸(Tcho-Tcho)
- 크토니안(Chthonians), 땅을 파고 지하에 숨은 것들
- 크툴후의 별알(Star-spawn of Cthulhu) / 크툴히(Cthulhi)
- 토성으로부터의 고양이들(Cats from Saturn)
- 틴달로스의 개들(Hounds of Tindalos)
- 해왕성으로부터의 고양이들(Cats from Uranus)
- 해저인(Deep Ones)
- 형태없는 알(Formless Spawn)

## 사교 집단
- 검은 형제단(Black Brotherhood)
- 야수의 형제단(Brotherhood of the Beast)
- 검은 파라오의 형제단(Brotherhood of the Black Pharaoh)
- 노란 징조의 형제들(Brothers of the Yellow Sign)
- 체운스쿡 마녀집회(Chesuncook Witch Coven)
- 초라조스교(Chorazos Cult)
- 별의 지혜의 교회(Church of Starry Wisdom)
- 부바스티스교(Cult of Bubastis)
- 피 흐르는 혓바닥의 종교(Cult of the Bloody Tongue)
- 다곤비밀결사(Esoteric Order of Dagon)

## 신화 속 가상의 책
- 그하른 단편(G'harne Fragments)
- 글라키묵시록(Revelations of Glaaki)
- 네크로노미콘(Necronomicon); 혹은 죽은자의 법률의 책
- 노란 옷의 왕(The King in Yellow)
- 데 베르미스 미스테리스(De Vermiis Mysteriis), 혹은 벌레의 신비
- 드쟌서(Book of Dzyan), 처음 6장이 지구 생성 이전에 씌여진 책
- 르리에문서(The R'lyeh Text)
- 마사 디 레퀴엠 페르 슈과이(Massa Di Requiem per Shuggay)
- 사라센의 의식들(Saracenic Rituals)
- 에이본서(The Book of Eibon), 리베르 이보니스(Liber Ivonis), 혹은 리브르 데이봉(Livre d'Eibon)
- 엘트다운 조각(Eltdown Shards)
- 요드서(The Book of Iod)
- 운아우슈프레흐리헨 쿨텐(Unaussprechlichen Kulten), 혹은 이름없는 사교들
- 잔투 석판(Zanthu Tablets)
- 케라이노 단편(Celaeno Fragments)
- 퀼뜨 데 구울(Cultes des Goules), 혹은 구울의 신앙
- 크라나마고스복음(The Testament of Carnamagos)
- 크탓 아콰딘겐(Cthaat Aquadingen), 물의 것
- 키탑 알-아지프(Kitab Al-Azif), 네크로노미콘의 원제
- 포나페의 책(Ponape Scripture)
- 프나코틱 사본(The Pnakotic Manuscripts)

## 신화의 비소설적 요소
- 알데바란, 별
- 바스트, 고대 이집트의 고양이 여신. 고대신의 일원으로 등장.
- 케라에노(Celaeno), 혹은 켈라노(Celano), 분노의 날(Dies Irae)의 저자
- 포말하우트, 별
- 힙노스, 그리스 신화 잠의 신. 고대신의 일원으로 등장.
- 이렘(Irem), 이슬람 신화의 묻힌 도시
- 올라퇴(Olathoe"), 얼음에 묻힌 고대의 도시. 알래스카에 위치.
- 명왕성, 유고스란 이름으로 등장
- 보이니치 문서
- 웬딩고(Wendigo), 아메리카 원주민 신화에서
- 올라우스 보르미우스(Olaus Wormius), 네크로노미콘의 역자로 기록된 덴마크인